# Siegmund Lustgarten
Siegmund Lustgarten (auch Sigmund Lustgarten, * 19. Dezember 1857 in Wien; † 22. Januar 1911 in New York City) war ein österreichischer Dermatologe.

## Leben
Nach erfolgreicher Matura begann Lustgarten 1875 ein Medizinstudium an der Universität Wien. Schon als Student arbeitete er dort am Chemischen Institut bei Ernst Ludwig und veröffentlichte erste wissenschaftliche Arbeiten. 1891 schloss Lustgarten sein Studium mit einer Promotion ab. Es folgten einige Studienaufenthalte bei den Koryphäen seines Fachgebietes: Albert Neisser (Breslau), Rudolf Bergh (Kopenhagen), Georg Lewin (Berlin), Carl Weigert (Würzburg) und Ernest Besnier (Paris).
Die Ergebnisse dieser Studienreise und eigene Forschungen ermöglichten es Lustgarten, 1885 bei Moritz Kaposi in Wien zu habilitieren. Gleich im Anschluss wurde er Erster Assistent an Kaposis Klinik für Dermatologie und Syphilidologie in Wien. Noch im selben Jahr wurde Lustgarten auch noch als Dozent für Hautkrankheiten an die Universität Wien berufen. 1888 lehnte Lustgarten Angebote ab, welche ihm einen Lehrstuhl an den Universitäten Konstantinopel oder Basel eingebracht hätten. Er ging ein Jahr später an das Mount Sinai Hospital in New York. Gleichzeitig arbeitete er in New York auch am Hebrew Orphan Asylum.
1884 stellte Lustgarten den Lustgartenschen Siphillisbacillus der Fachwelt vor, den er fälschlicherweise für den Erreger der Syphilis hielt. Der 1915 gestorbene Würzburger Mediziner Georg Karl Matterstock, Assistent und Oberarzt bei Carl Gerhardt am Juliusspital und Lehrbeauftragte bzw. Leiter der dortigen Klinik für Haut- und Geschlechtskrankheiten, widerlegte bei einer Sitzung der Physikalisch-Medizinische Gesellschaft in Würzburg bereits am 6. Juni 1885 die Entdeckung des Lustgarten’schen Syphilisbazillus. Lustgartens Renommée als hervorragender Arzt und Dermatologe konnte dieser Irrtum aber nicht schaden.
Als Sigmund Freud eine neue Methode des Einfärbens von Nervengeweben entwickelte, konnte er auf wichtige Forschungsergebnisse Lustgartens zurückgreifen. Auch Carl Koller fand in Lustgarten einen kompetenten Kollegen.
Im Alter von 54 Jahren starb Siegmund Lustgarten am 22. Januar 1911 in New York.

## Schriften (Auswahl)
- Siphillisbacillen. Braumüller, Wien 1885.